# Kily González
Cristian Alberto González Peret (født 4. august 1974) er en argentinsk fodboldspiller. Han har også spillet for Argentina.
Kily González startede sin fodboldkarriere i Rosario Central i begyndelsen af 90'erne. Siden da har han spillet i Spanien for Real Zaragoza og Valencia CF, samt i Italien for Internazionale Milano.